# Indagine fattuale sui campi di concentramento tedeschi
Indagine fattuale sui campi di concentramento tedeschi (German Concentration Camps Factual Survey) è il documentario ufficiale britannico sui campi di concentramento nazisti, basato sui filmati girati dalle forze alleate nel 1945.
Il film è stato prodotto da Sidney Bernstein, poi con il Ministero dell'Informazione britannico, con Alfred Hitchcock in qualità di "consulente terapeutico". La sceneggiatura è stata scritta da Richard Crossman e Colin Wills. Il regista sovietico Sergei Nolbandov è stato il supervisore di produzione.
Il progetto fu abbandonato nel settembre 1945 e il film rimase incompiuto per quasi settant'anni. Il restauro del film è stato completato da studiosi di cinema dell'Imperial War Museum. Il film finito è stato presentato in anteprima mondiale all'inizio del 2014 al Festival di Berlino, ed è stato proiettato in un numero limitato di luoghi nel 2015. È stato distribuito in Nord America nel 2017.
Il governo britannico ha archiviato il film senza mostrarlo al pubblico, e sono state sollevate domande sulla misura in cui le considerazioni politiche, come la preoccupazione britannica per il sionismo o i cambiamenti nella politica di occupazione tedesca, potrebbero aver avuto un ruolo nel fatto che l'uscita del film sia stata sospesa.

## Storia della produzione

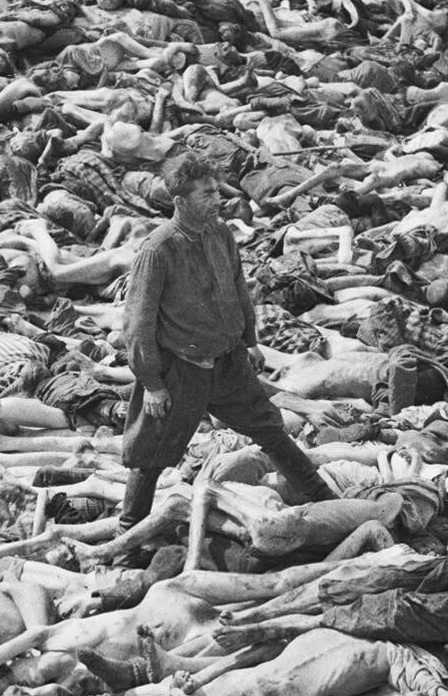
Fritz Klein, in seguito giustiziato per atrocità, in mezzo a un mucchio di vittime a Belsen. È stato intervistato per il documentario.

Sidney Bernstein, un imprenditore cinematografico, era stato consigliere del Ministero dell'Informazione dal 1940 e dal 1942 in poi era stato incaricato della fornitura di film britannici ai cinema nelle aree liberate dal controllo dell'Asse. All'inizio del 1945, iniziò a indagare sulla disponibilità di film sovietici che mostrassero scene di atrocità tedesche.
Bernstein visitò il campo di concentramento di Bergen-Belsen il 22 aprile 1945, una settimana dopo essere stato liberato dalle forze britanniche. Ciò che vide, lo rese determinato a realizzare il film da mostrare al pubblico tedesco. La produzione del film è stata ordinata dalla Psychological Warfare Division (PWD) che era un'unità della Supreme Headquarters Allied Expeditionary Force (SHAEF). Il PWD era responsabile delle attività politiche in Germania del Ministero dell'Informazione britannico e della sua controparte statunitense, l'Office of War Information. Bernstein iniziò ad assemblare la sua squadra di produzione cinematografica nell'aprile 1945. Lui e la divisione di controllo delle informazioni degli Stati Uniti sono stati le forze trainanti dietro il film nelle sue prime fasi.
Quando Bernstein visitò Belsen, i cameramen dell'unità cinematografica e fotografica dell'esercito britannico avevano già filmato i primi giorni della liberazione del campo, inclusa la cattura del suo comandante, Josef Kramer. I loro film sono stati registrati senza audio. Riconoscendo la necessità di rendere i film i più autentici possibile, ha chiesto a un cameraman del cinegiornale della British Movietone News, che disponeva di apparecchiature audio, di filmare interviste con funzionari britannici e membri delle SS tedesche. Tra il personale tedesco intervistato dai cameraman del cinegiornale c'era Fritz Klein, poi giustiziato per le atrocità commesse a Belsen. Klein è stato intervistato di fronte a una pila di corpi che includevano alcune delle sue vittime.

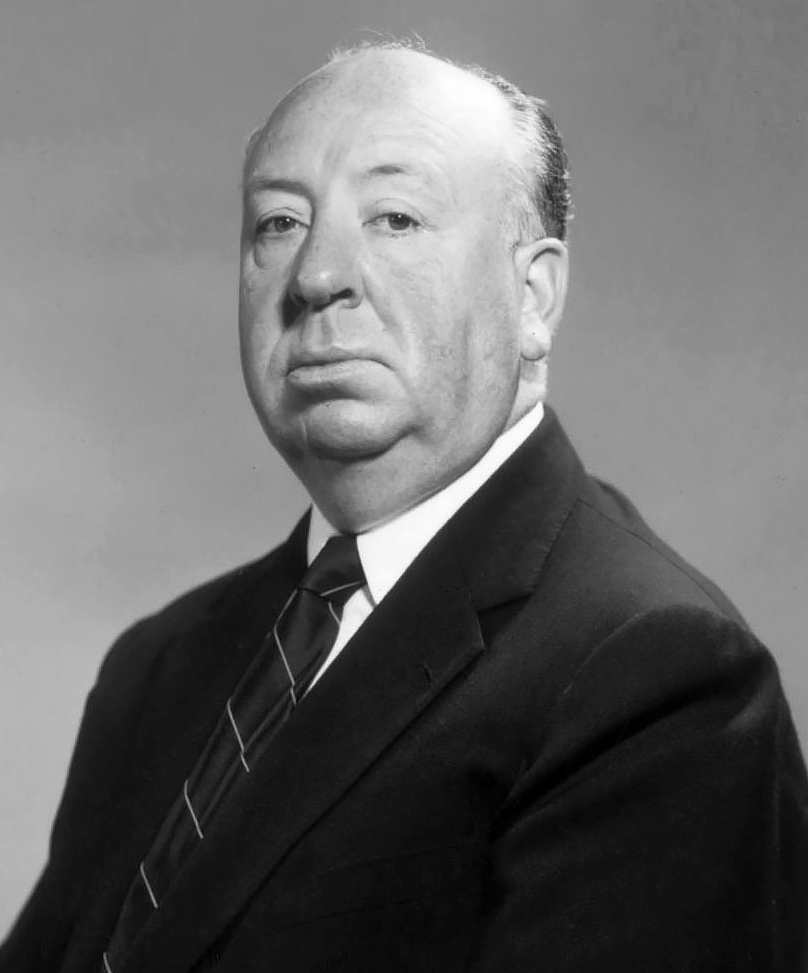
Alfred Hitchcock è stato coinvolto nella produzione come consulente.

Il film alla fine ha utilizzato sia le riprese mute dei cameraman di combattimento delle forze armate sia le riprese sonore dei cameraman dei cinegiornali. Il film ha coperto quattordici luoghi, inclusi dieci campi di concentramento e quattro luoghi in cui si sono verificate atrocità. Tra i campi in cui sono state girate le riprese c'erano Belsen, Dachau, Buchenwald, Auschwitz e Majdanek.
La squadra di Bernstein includeva i montatori Stewart McAllister, Peter Tanner e Marcel Cohen, oltre a Crossman, Wills e l'amico di Bernstein Alfred Hitchcock. Sebbene Bernstein abbia descritto Hitchcock come il regista del film, l'Imperial War Museum descrive invece Hitchcock come il "consulente terapeutico" del film, osservando che la sua partecipazione di un mese è iniziata solo dopo che il filmato era già stato girato e che non è stato coinvolto nel montaggio preliminare del film. Tanner ha anche descritto Hitchcock come un consigliere del film e non come il suo regista. Tra le indicazioni fornite da Hitchcock c'era quella di raccomandare di evitare montaggi complicati per aumentare lo spirito di autenticità del film e di utilizzare, ove possibile, campi lunghi e panoramica. Ha anche raccomandato di chiedere agli abitanti dei villaggi tedeschi limitrofi di visitare i campi e ha suggerito di mostrare le scene ad Auschwitz dove erano visibili i mucchi di capelli, le fedi nuziali, gli occhiali e gli spazzolini da denti. Hitchcock ha detto ai realizzatori che questi passaggi erano necessari perché molte persone non avrebbero creduto al film e avrebbero accusato gli Alleati di aver falsificato il film.

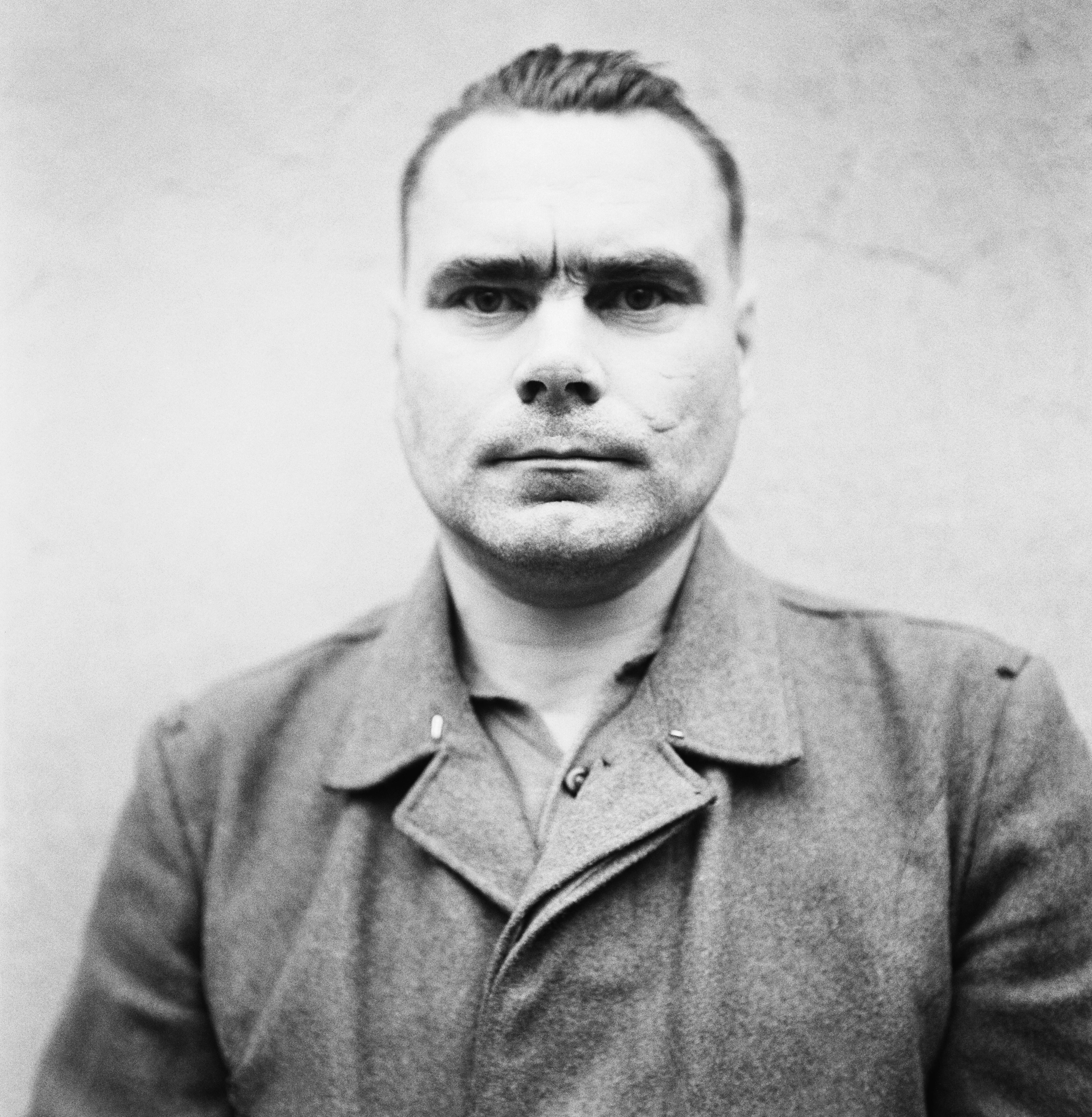
Il film è stato la prova al processo di Josef Kramer, la "Bestia di Belsen".

Dopo l'inizio della produzione, arrivavano continuamente nuovi filmati dal fronte mentre i campi di concentramento venivano liberati. Alla fine il film ha incorporato il lavoro di troupe televisive britanniche, americane e sovietiche. Le loro telecamere hanno documentato pile di morti, sopravvissuti affamati e resti bruciati nei forni dei crematori, e hanno incorporato il suggerimento di Hitchcock mostrando pile di effetti personali, denti e sacchi di capelli delle vittime nel campo di Majdanek. Un'immensa pila di occhiali era accompagnata dalla narrazione che rilevava che forse una vittima su dieci portava gli occhiali.
Nella produzione del film non è stata fatta menzione dell'Olocausto, il che potrebbe essere attribuito al fallimento dei realizzatori di comprendere l'intera scala della Soluzione finale per gli ebrei in Europa di Adolf Hitler. La PBS nota che una linea guida del Ministero dell'Informazione britannico del 1941 consigliava ai propagandisti di guerra di considerare "il trattamento di persone indiscutibilmente innocenti, non con avversari politici violenti e non con ebrei", per rendere credibile il loro lavoro.
Alcuni filmati del documentario sono stati utilizzati nel perseguimento dei criminali di guerra nazisti a Norimberga e in Lüneburg, il sito del processo di Josef Kramer, il comandante di Belsen conosciuto come la "Bestia di Belsen". Kramer aveva affermato di non avere cibo sufficiente per sfamare i detenuti, affermazione contraddetta dal filmato.

### L'archivio
Un rough cut di cinque bobine del film fu proiettato nel settembre 1945, dopo di che il film fu accantonato. L'Imperial War Museum afferma che il progetto fin dall'inizio è stato afflitto dalle "difficoltà pratiche della cooperazione internazionale e dalle realtà delle carenze del dopoguerra". Di conseguenza, il film è stato ritardato "abbastanza a lungo da essere superato da altri eventi", incluso il completamento di altri due film sui campi di concentramento ed i cambiamenti nella politica di occupazione, "dove le autorità non consideravano più appropriata una raccolta di un'ora di materiale sulle atrocità."
La preoccupazione britannica per il crescente movimento sionista è stata citata come motivo dell'archiviazione del film. Vengono citate anche la lentezza dell'esercito americano nel fornire i filmati ed i problemi tecnici, come ad esempio la ricerca di una macchina per il montaggio. Gli Stati Uniti si ritirarono dal progetto nel luglio 1945, poco prima che lo Psychological Warfare Office e lo SHAEF venissero sciolti, lasciando la responsabilità al Ministero dell'Informazione britannico. Anche il desiderio militare britannico di un approccio più congeniale alle relazioni con i tedeschi e il completamento di altri documentari sui campi di concentramento sono stati i motivi per cui non è stato rilasciato. Il risultato è stato che ciò che era stato originariamente concepito come un progetto comune è diventato una coppia di film: The British German Concentration Camps Factual Survey, che non fu distribuito, e Death Mills, diretto da Billy Wilder, intitolato Die Todesmühlen nella sua versione in lingua tedesca, che aveva un regista e un montatore diversi.
Death Mills utilizzava lo stesso filmato, era più breve ed è stato girato nella zona di occupazione americana nel gennaio 1946. Il Guardian descrive i 22 minuti di Death Mills come molto diversi dalla "meditazione addolorata sulla disumanità che Bernstein concepì."
Complessivamente, il film non ha ricevuto lo stesso successo di altri documentari sulla Shoah, come lo Shoah di Claude Lanzmann (1985), il Notte e nebbia di Alain Resnais (1956), e di Le chagrin e la pitié di Marcel Ophüls (1969).

### Versioni ridotte
Versioni abbreviate del film furono rilasciate come Death Mills (Die Todesmühlen nella versione tedesca) nel 1945 e Memory of the Camps (1984). Le riprese del film sono state utilizzate nel documentario del 1985 A Painful Reminder e in Night Will Fall (2014), che ha esplorato la realizzazione del film originale del 1945.
Le prime cinque bobine del film, che in origine dovevano essere lunghe sei bobine, furono mostrate al Festival internazionale del cinema di Berlino nel 1984 e nel 1985, come episodio "Memory of the Camps" della serie PBS Frontline, con Trevor Howard come narratore. Questa versione del film, oltre ad essere incompleta non aveva il sonoro sincronizzato. Il filmato è stato utilizzato anche nel documentario del 1985 A Painful Reminder. Le riprese del film sono state incorporate anche in una serie di altri film e trasmissioni nel corso degli anni.

## Restauro
L'Imperial War Museum ha preso possesso del rough cut, composto da cinque bobine del film, nel 1952. Il museo ha anche ricevuto 100 bobine di filmati, una sceneggiatura per la narrazione e una lista di riprese per il completamento del film. I lavori per restaurare e completare il film sono iniziati dopo che è apparso evidente che il popolare documentario Memory of the Camps (PBS, 1984) necessitava di un restauro. L'Imperial War Museum decise invece di completare il documentario originale del 1945: i lavori sono iniziati nel dicembre 2008, utilizzando il montaggio approssimativo, la sceneggiatura e l'elenco delle riprese dei realizzatori, e il filmato è stato digitalizzato da una struttura di post-produzione in Galles.
La sesta bobina mancante è stata ricostruita utilizzando l'elenco originale. Tutte le scene sono state localizzate ad eccezione di due mappe, una delle quali è stata sostituita da una nuova. La narrazione originale è stata pronunciata dall'attore Jasper Britton e gli effetti sonori sono stati aggiunti dalle risorse del museo. La sua prima mondiale è stata al Festival internazionale del cinema di Berlino del 2014. La digitalizzazione del film ha avuto l'effetto di trasformare "il passato granuloso in un vivido presente".
Il film restaurato doveva essere proiettato nel gennaio 2015 al Metropolis Kino di Amburgo, al Danish Film Institute di Copenhagen, al Museum of Tolerance di Los Angeles e al Holocaust Memorial Museum di San Antonio, in Texas. Sono state programmate proiezioni cinematografiche nel Regno Unito, a partire da aprile 2015 presso BFI Southbank a Londra. Il film doveva anche essere proiettato al San Francisco Jewish Film Festival nel luglio 2015 e alla Holocaust & Human Rights Educator Conference a Dallas nell'agosto 2015. Nel gennaio 2015 è stato rivelato che l'indagine sui campi di concentramento tedeschi sarebbe stata rilasciata al pubblico durante l'anno, su DVD o nelle sale. Memory of the Camps doveva essere mostrato sul programma americano della PBS Frontline il 14 aprile 2015 ed è disponibile per la visualizzazione sul sito Web di Frontline.

### Uscita nordamericana 2017
Un'organizzazione no profit denominata "3 Generations" ha ottenuto i diritti di screening per l'indagine sui fatti dei campi di concentramento tedeschi per il Nord America e Porto Rico. Il film è stato presentato in anteprima a New York City il 6 gennaio 2017. Il film restaurato, lungo 75 minuti, è completato da una breve introduzione e da un post scriptum.
In una recensione del film restaurato e narrato dall'attore Jasper Britton, il New York Times lo ha definito "uno straordinario atto di bonifica cinematografica e storiografia". La critica cinematografica del Times, Manohla Dargis, ha affermato che "il film può sembrare scioccante ma non sorprendente, semplicemente perché tali immagini sono state incorporate così completamente nella cultura pop, sia per citazione diretta che per deduzione". Ma il "fastidioso senso di familiarità presto si dissipa... perché questo non è come la maggior parte dei film". A differenza di molti film sull'argomento, non ci sono atti eroici o "vuote affermazioni sul 'trionfo' dello spirito umano ... I pochi sorrisi qui sono disperati. Per lo più, ci sono sopravvissuti affamati che vagano per i campi e fissano la telecamera con gli occhi cavi."

## Night Will Fall
Un documentario di 70 minuti sulla realizzazione del film del 1945, intitolato Night Will Fall, è stato assemblato dal materiale parzialmente finito e da nuove riprese originali dal regista Andre Singer e dai produttori Sally Angel e Brett Ratner. Comprende circa 12 minuti di riprese del documentario del 1945, con Helena Bonham Carter come voce narrante. Il titolo del film è stato derivato da una linea di narrazione nel documentario del 1945: "Se il mondo non impara la lezione che insegnano queste immagini, scenderà la notte".
Il documentario del 2014 è stato trasmesso in numerosi festival cinematografici ed è stato mostrato insieme al documentario del 1945 al Jerusalem Film Festival nel luglio 2014. Night Will Fall è stato trasmesso su importanti reti televisive di tutto il mondo, tra cui HBO negli Stati Uniti, nella settimana del 27 gennaio 2015 per la Giornata della memoria dell'Olocausto e il 70º anniversario della liberazione del campo di concentramento di Auschwitz.
Il New York Times, nella sua recensione del documentario, ha affermato che "ciò che il nuovo film realizza, più di ogni altra cosa, è farti desiderare di poter vedere l'originale".